# 安妮·李斯特
安妮·李斯特（Anne Lister，1791年4月3日—1840年9月22日）是一位英格兰地主，日记作家，登山家，旅行家，出生于西約克郡的哈利法克斯。在她的一生中，她用日记记录了她日常生活的细节，包括她的女同性恋关系，她的经济问题，她的工业活动，以及她翻修希布登公馆的工作。她的日记有400多万字，其中约六分之一 - 关于她的浪漫和性关系的私密细节 - 都是用密码写的。密码是一些代数和古希臘語的组合，在1930年代被破译。李斯特因其清晰的自我认知和公开的女同性恋生活方式而经常被称为“第一位现代女同性恋者”。她的情人称她为“弗雷迪（Fred）”，哈利法克斯居民称她为“绅士杰克（Gentleman Jack）”，她因自己的性取向受到骚扰，但她认识到自己与她曾经拜访过的兰戈伦女士们很相似。

## 生平

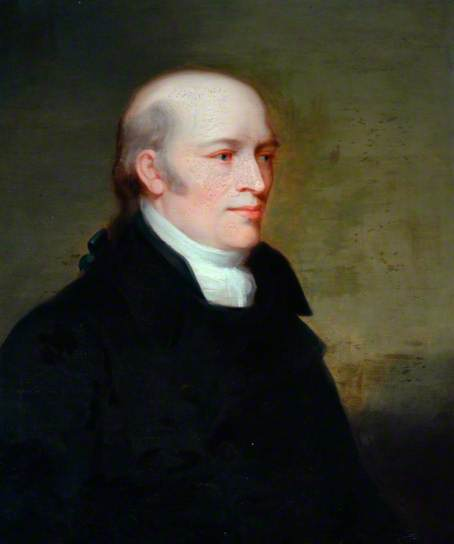
安妮的叔叔詹姆斯·李斯特（James Lister，1748–1826）

安妮·李斯特是杰里米·李斯特（Jeremy Lister，1753-1836）的第二个孩子和长女，杰里米曾参加1775年美国独立战争中的列克星敦和康科德战役，当时服役于英国第10军团。1788年8月，他在约克郡的东马林与威尔顿的丽贝卡·巴特尔（Rebecca Battle，1770-1817）结婚。他们的第一个孩子约翰（John）出生于1789年，但于同年去世。安妮·李斯特于1791年4月3日出生在哈利法克斯。1793年，全家搬到了馬基特威頓的一个名为斯凯弗勒的庄园。安妮·李斯特的童年在斯凯弗勒度过。父母的第二个儿子塞缪尔（Samuel）是安妮的亲密朋友，出生于1793年。李斯特一家有四个儿子和两个女儿，但只有安妮和她的妹妹玛丽安（Marian）活到20岁以后。
在1801年至1805年间，安妮在家中接受馬基特威頓的一位牧师的教育，7岁时，她被送到里彭的阿格尼斯盖特的一所学校学习。她去希布登公馆拜访自己的姑姑安妮和叔叔詹姆斯时，Misses Mellin也给她上过课。1804年，安妮·李斯特被送到約克庄园学校（位于国王庄园的建筑物内），在那里遇见了她的初恋，伊丽莎·雷恩（Eliza Raine，1791-1869）。 伊丽莎和姐妹Jane是不列颠东印度公司非常富有的外科医生的女儿，在父亲去世后被带到约克郡。安妮和伊丽莎13岁时在寄宿学校相遇并住在一间卧室，但两年后安妮被开除。伊丽莎离开后，她重新回到学校。伊丽莎希望长大后能和安妮住在一起，但安妮开始和伊莎贝拉·诺克里夫（Isabella Norcliffe）和玛丽安娜·贝尔科姆（Mariana Belcombe）发生关系，后者是学校的日间学生。在绝望和沮丧中，伊丽莎成了克利夫顿收容所的病人，由玛丽安娜的父亲贝尔科姆医生管理。在家中接受教育后，李斯特对古典文学产生了浓厚的兴趣。在1803年2月3日给她姑姑的一封幸存的信中，年轻的李斯特解释说：“我的图书馆是我最大的荣幸......希腊历史让我很开心。”

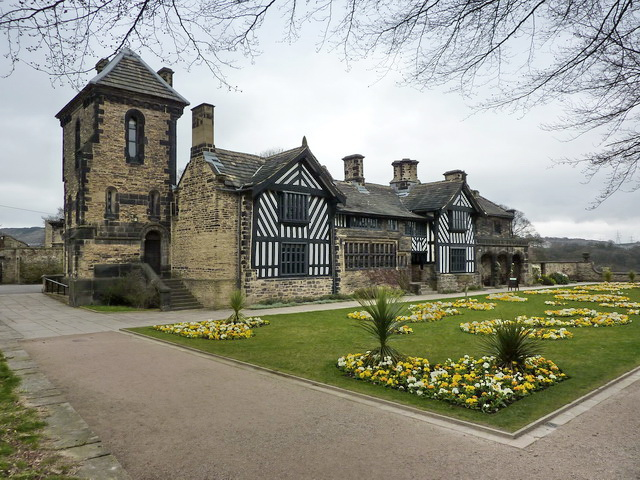
希布登公馆，左边是李斯特加的图书馆塔楼

她在1836年姑姑去世后继承了希布登公馆，但是其实从1826年她就开始管理庄园并从中获得了合理的收入（其中一些来自租户）。她的财富给了她一定程度的自由，让她过着自己喜欢的生活。
除了农业租赁收入外，李斯特的金融投资组合还包括城镇物业，运河和铁路行业的股份，采矿业和采石场。李斯特利用这种不同投资组合的收入来资助她的两种爱好，翻修希布登公馆和欧洲旅行。
李斯特被描述为具有“男性化的外表”; 她的一个恋人玛丽安娜·劳顿（Marianna Lawton，婚前姓贝尔科姆）最初很羞于在公共场合与她见面，因为她的外表会受到议论。她完全穿着黑衣服参加了许多不属于淑女规范的活动，比如开采和拥有煤矿。她在某些方面被称为“绅士杰克（Gentleman Jack）”。劳顿和李斯特的恋情持续多年，其中包括劳顿结婚并获得丈夫许可的时期。

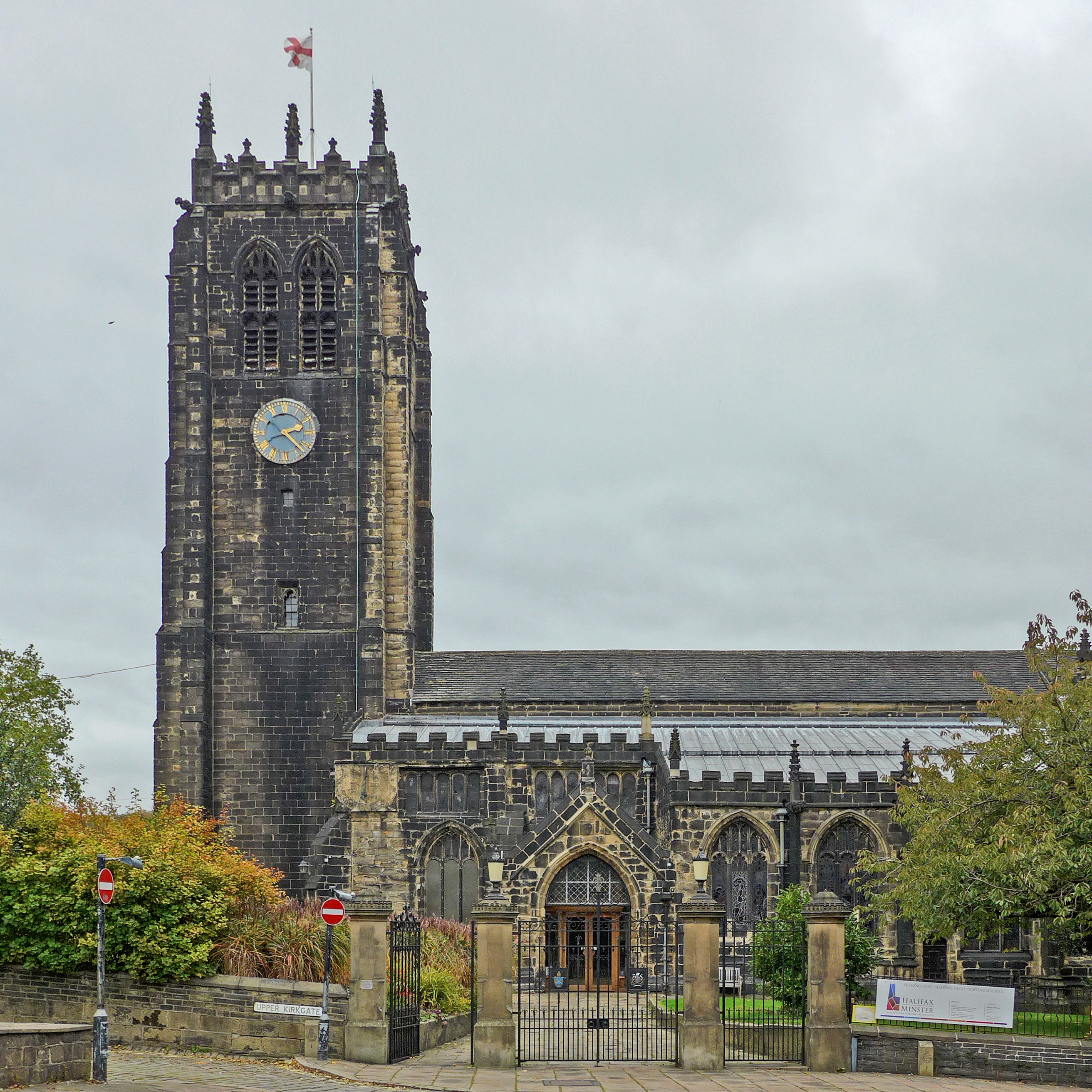
哈利法克斯大教堂，安妮安葬于此

李斯特在1832年与富有的女继承人安·沃克（Ann Walker，1803–1854）相恋。1834年复活节期间，她们在约克郡古德姆门圣三一堂一起参加了圣餐仪式，之后她们认为自己已经结婚。该教堂现在被称为“在英国举行第一次女同性恋婚姻的场所”，该建筑现在有一个纪念性的藍色牌匾。这对伴侣共同住在希布登公馆，直到1840年李斯特去世。
沃克的财富帮助翻修了希布登公馆。李斯特根据自己的设计对希布登公馆进行了翻新。1838年，她在主楼增加了一座哥特式塔楼，作为她的私人图书馆。她还在大楼下面挖了一条隧道，让工作人员在不打扰她的情况下四处走动。
1830年李斯特成为第一位登上位于西班牙的比利牛斯山脉的佩爾迪多山的女性并在1838年和沃克一起完成对比利牛斯山脉維涅馬爾峰（3,298 [10,820英尺]）的首次“官方”攀登。
在李斯特的一生中保持着强烈的圣公会信仰。

## 去世
安妮·李斯特于1840年9月22日在与安·沃克旅行时在俄罗斯帝国庫塔伊西（现属于格鲁吉亚）发烧去世，时年49岁。沃克将李斯特的尸体做防腐处理并带回英国，于1841年4月29日安葬于西约克郡哈利法克斯的教区教堂。她的墓碑于1879年被一层地板覆盖，2010年被重新发现。
在李斯特的遗嘱中将遗产留给了她的父亲堂兄弟，但安·沃克却得到了终身权益。沃克被宣布精神错乱后，由贝尔科姆医生花了几年时间照顾，由于沃克的精神状态，导致无法作出有效的遗嘱。沃克于1854年在她位于西约克郡莱特克利夫的童年居所Cliff Hill中去世。
在李斯特去世40多年后，在报道有关希布登公馆所有权的争议时，《利兹时报》于1882年表示，“李斯特小姐的男性特征仍然记忆犹新”。

## 日记
在安妮·李斯特的一生中，写了400多万字的日记。最早是1806年开始用纸片记录她和伊丽莎·雷恩用密码通信，后来写了一共26卷日记，直到1840年安妮去世而结束。除了她的笔迹难以辨认外，大约六分之一的日记是用替换式密码来加密的，由伊丽莎和她共同设计，结合了希腊字母，星座符号，标点符号和数学符号，这部分内容非常详细地描述了她的女同性恋身份和经历，以及她用来诱惑的方法。这些日记还包含她对天气，社交活动，国家事件和商业利益的看法。她的日记主要讲述她的日常生活，而不仅仅是她的性取向，提供了有关当时社会、政治和经济事件的详细信息。
她的日记中使用的密码被希布登公馆的最后一位居住者约翰·李斯特（John Lister，1847-1933）和他的朋友亚瑟·伯瑞尔（Arthur Burrell）破译。当秘密内容被揭露时，伯瑞尔建议约翰·李斯特烧掉所有的日记。约翰没有接受这个建议，而是将安妮·李斯特的日记藏在希布登公馆。
2011年，安妮·李斯特的日记被选入联合国教育、科学及文化组织的世界记忆计划项目中。

## 大众文化
1994年，BBC第二台播出《A Skirt Through History》，第一集题为“A Marriage”，由朱莉娅·福德饰演安妮·李斯特，Sophie Thursfield饰演玛丽安娜·贝尔科姆。
2010年5月31日，BBC第二台播出了根据安妮·李斯特生平改编的电视电影《安妮·李斯特的秘密日记》，由玛克辛·皮克饰演安妮·李斯特。同天晚上播出了由苏·帕金斯主演的纪录片《解密安妮·李斯特》。
2012年，室内双人组合O'Hooley & Tidow（Belinda O'Hooley 和 Heidi Tidow）在她们的第二张专辑《The Fragile》中发行了一首关于安妮·李斯特的歌曲，名为“Gentleman Jack”（绅士杰克）。
2019年春天，BBC和HBO合拍的历史电视连续剧《绅士杰克》（Gentleman Jack）由蘇蘭·瓊斯饰演李斯特并将其描述为“第一个现代女同性恋”，苏菲·兰朵饰演安·沃克。Penguin Books出版了该剧高级顾问Anne Choma的配套书籍，其中包括李斯特日记中新转录和解码的部分。

## 牌匾
2018年，一块带有彩虹圆边和措辞“Gender-nonconforming entrepreneur. Celebrated marital commitment, without legal recognition, to Ann Walker in this church. Easter, 1834”（非常規性別的企业家安妮·李斯特在没有法律承认的情况下于1834年复活节在这个教堂里向安·沃克表达了婚姻承诺）的藍色牌匾被安置在古德姆门圣三一堂外。这是约克的第一个LGBT历史牌匾。由于没有提及李斯特的性取向而被批评，在2019年，它被替换为类似的牌匾，其中写着“Anne Lister 1791-1840 of Shibden Hall, Halifax / Lesbian and Diarist; took sacrament here to seal her union with Ann Walker / Easter 1834”（哈利法克斯希布登公馆的女同性恋与日记作家安妮·李斯特，于1834年复活节在这里举行圣礼，以保证她与安·沃克的结合）。